# NGC 7249
NGC 7249 est une très vaste galaxie lenticulaire relativement éloignée et située dans la constellation de la Grue. Sa vitesse par rapport au fond diffus cosmologique est de 11 776 ± 46 km/s, ce qui correspond à une distance de Hubble de 173,7 ± 12,2 Mpc (∼567 millions d'al). NGC 7249 a été découverte par l'astronome britannique John Herschel en 1834.
NGC 7249 est la galaxie la plus brillante d'un groupe de galaxie, le groupe Abell 3869,.